# Léa Zahoui Blavo
Léa Zahoui Blavo, née le 19 avril 1975, est une judokate ivoirienne.

## Biographie
Elle évolue d'abord dans la catégorie des moins de 66 kg et remporte la médaille d'or aux Championnats d'Afrique de judo 1996 en Afrique du Sud et la médaille d'argent aux Championnats d'Afrique de judo 1997 à Casablanca.
Elle évolue ensuite en moins de 70 kg. Elle est médaillée d'or aux Championnats d'Afrique de judo 1998 à Dakar, aux Championnats d'Afrique de judo 2000 à Alger, aux Championnats d'Afrique de judo 2001 à Tripoli et aux Championnats d'Afrique de judo 2002 au Caire et est médaillée d'argent aux Jeux de la Francophonie 2001 à Ottawa. Elle obtient la médaille de bronze aux Jeux africains de 1999 à Johannesbourg.
Elle dispute les Jeux olympiques de 2000 à Sydney.